# Foxhall (Washington D. C.)
Foxhall es un barrio de Washington D. C., que limita con la Reservoir Road al norte y con la Foxhall Road al oeste y al sur. La frontera al este es con el Parque Glover-Archibold. Las primeras casas se construyeron a lo largo de la Reservoir Road y la Greenwich Park Way a mediados de los años 20. A finales de diciembre de 1927, se construyeron unas 150 casas y se le dio a la comunidad el nombre de Foxhall Village.
Foxhall es un área principalmente residencial y es uno de los barrios más caros de la ciudad. En este barrio han vivido algunos de los personajes más importantes de la élite washingtoninana como Duncan Phillips, propietario de la Colección Phillips. 